# Amplitúdómoduláció

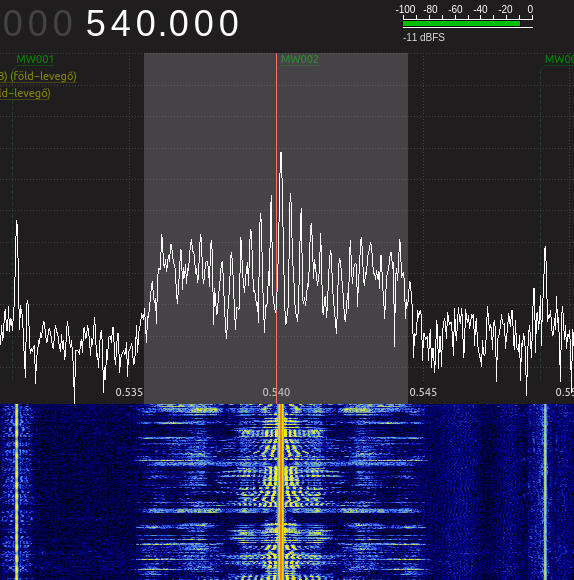
Kétoldalsávos amplitúdómoduláció spektrumképe

Az amplitúdómoduláció (rövidítve: AM) a jelátvitelben az amplitúdó változtatása, mely ezáltal az átviendő információt hordozza.
Egy rádiófrekvenciás jelre több módon lehet az információt ráültetni, ennek egyik módja, ha a jel amplitúdóját változtatjuk (moduláljuk). Morzeadásnál az amplitúdó nulla és maximum között változik. Általában azonban hangot vagy videojelet (szélessávú jelet) ültetnek rá egy sokkal nagyobb frekvenciájú vivőjelre (hordozóra). Az amplitúdómodulációnál a moduláció mértékét százalékban fejezik ki. Ha nincs moduláció, a százalék nulla; ha a modulációs csúcs nulla és maximum között ingadozik, akkor 100%.
A rádióamatőrök általában 75% körüli modulációt használnak, 100% felett torzítások lépnek fel. Moduláció során mindig keverés áll elő, azaz a vivőjel és a modulálójel összege és különbsége jön létre. Az SSB/SC adás is alapjában véve amplitúdómodulációval működik, csak a vivőt elnyomják, és az egyik oldalsávot levágják. A vivőt a vételi oldalon kell helyreállítani ahhoz, hogy a vett jel azonos legyen a leadottal.
A moduláció: A vivőhullám a moduláció során felveszi az információt hordozó alapjel jellegzetességeit. Amplitúdómoduláció során a szinuszos vivő amplitúdóját változtatjuk az alapjel pillanatértékeivel arányosan.

## Matematikai leírása
Az amplitúdómodulált jel (későbbiekben {\displaystyle s_{AM}}) az amplitúdójában hordozza az információt, azaz
{\displaystyle s_{AM}(t)=a(t)\cos(\Theta (t))=\left(U_{v}+s_{m}(t)\right)\cos(\omega _{v}t+\varphi _{v})}
mivel a koszinusz argumentumának nincs információtartalma, ezért a {\displaystyle \varphi _{v}:=0}, ezt az általánosság megszorítása nélkül megtehetjük. Az időfüggvénytől sokkal szemléletesebb képet kapunk a spektrális képpel, amit az időfüggvény Fourier-transzformáltjával kaphatunk meg:
{\displaystyle S_{AM}(\omega )={\mathcal {F}}(s_{AM}(t))=\int \limits _{-\infty }^{+\infty }a(t)\cos(\omega _{v}t)e^{-j\omega t}dt={\frac {1}{2}}\int \limits _{-\infty }^{+\infty }a(t)\left(e^{-j(\omega -\omega _{v})}+e^{j(\omega +\omega _{v})}\right)dt={\frac {1}{2}}\int \limits _{-\infty }^{+\infty }a(t)e^{-j(\omega -\omega _{v})}dt+{\frac {1}{2}}\int \limits _{-\infty }^{+\infty }a(t)e^{j(\omega +\omega _{v})}dt},
ami Fourier-transzformáció modulációs tételéből következően nem más, mint
{\displaystyle S_{AM}(\omega )={\frac {1}{2}}A(\omega -\omega _{v})+{\frac {1}{2}}A(\omega +\omega _{v}),}
ahol az {\displaystyle A(\omega )} az {\displaystyle a(t)} Fourier-transzformáltja.
Ha ezt kicsit részletesebben kifejtjük:
{\displaystyle \displaystyle A(\omega -\omega _{v})=U_{v}\delta (\omega -\omega _{v})+S_{m}(\omega -\omega _{v}),}
ahol a {\displaystyle \delta (\omega )} a Dirac-féle impulzus.
Az ily módon modulált jel AM-DSB (AM – Dual Side Band), azaz kétoldalas amplitúdómodulált jel. A jel kisugárzásánál a Dirac-impulzus nagy energiát hordoz, ami egyébként felesleges, ezért ezt jó, ha kiszűrjük a kisugárzás előtt.
Az ilyen jelet AM-DSB/SC (Supressed Carrier) névvel illetik, azaz „elnyomott vivőjű két oldalsávos amplitúdómodulált jel”.

## Kapcsolódó fogalmak

### Modulációs mélység
A {\displaystyle h} modulációs mélység, más néven modulációs index definíciója
{\displaystyle h={\frac {\max {|m_{v}(t)|}}{U_{v}}}={\frac {M}{U_{v}}},}   ahol {\displaystyle M\,} a moduláló jel csúcsértéke, {\displaystyle U_{v}\,} pedig a fent definiált egyenszint-eltolás.
A modulációs mélység különböző típusú amplitúdómodulációknál különböző lehet, vannak modulációs eljárások, ahol {\displaystyle U_{v}=0}, így {\displaystyle h=\infty }, míg máshol a demodulálás megkönnyítésére a vivőt is kisugározzák. 100% fölötti modulációs mélység esetén a jel burkolója nem egyezik meg a vivőt moduláló {\displaystyle U_{v}+m_{v}(t)} jellel. Ez a burkoló visszaállításán alapuló demodulátorok esetén torzításhoz vezet.
|  |  |  |

### Vivőhullám, vivőfrekvencia
|-
|1. alapsávi jel
|-
|2. AM-DSB
|-
|3. AM-DSB/SC
|-
|4. AM-SSB USB
|-
|5. AM-SSB LSB
|}]]

Különböző modulációs eljárások hatása a spektrumra

A vivőhullám az a modulálatlan szinuszos jel, amellyel a moduláló jelet az átvitelhez használt frekvenciatartományba transzponáljuk, frekvenciája a vivőfrekvencia {\displaystyle f_{v}={\frac {\omega _{v}}{2\Pi }}}. Amennyiben a modulációs mélység index véges, akkor az AM jel spektrumán megjelenik.

### Modulációs típusok oldalsávok alapján
Az AM moduláció során előálló jel spektruma a vivő mindkét oldalán tartalmaz spektrumkomponenseket. Ez a két oldalsáv redundáns, mivel valós jel spektruma szimmetrikus {\displaystyle f=0}-ra, a moduláció után pedig a moduláló spektruma megjelenik {\displaystyle +f_{v}}-vel és {\displaystyle -f_{v}}-vel eltolva. Ezért az egyik oldalsáv kiszűrésével is lehetséges az információ visszaállítása, és így a sávszélesség-igény és a sugárzóteljesítmény csökkenthető.
- Kétoldalsávos moduláció (AM-DSB Double Sideband): Mindkét előállított oldalsávot kisugározzák
- Egy oldalsávos moduláció (AM-SSB Single Sideband): Ebben az esetben a két oldalsáv egyikét a sávszélesség és az adóteljesítmény csökkentése érdekében még sugárzás előtt kiszűrik. Két változata használatos:
  - Felső oldalsávos (Upper Sideband): Ez az oldalsáv a moduláló spektrumának pozitív frekvenciájú összetevőjének eltoltja, ezért nem fordít spektrumot.
  - Alsó oldalsávos (Lower Sideband: Spektrumot fordít, mivel a negatív frekvenciájú félspektrum eltoltja, ami a moduláló pozitív frekvenciájú spektrumkomponensének tükörképe.
- Elnyomott vivő (SC Suppressed Carrier): Az adóteljesítmény csökkentése érdekében a vivőfrekvenciás komponenst kiszűrik, vagy már eleve 0 középértékű modulálót használnak. Ez teljesítmény szempontjából kedvező, azonban megnehezíti a vivő visszaállítását. Ezért létezik egy átmeneti megoldás, ahol kis teljesítményű pilot vivőt sugároznak a jellel.

## Amplitúdó moduláció jelölése
Az adásmód leírásánál a 3 karakteres jelölés első tagja írja le a moduláció tipusát. Amplitúdó moduláció esetén a következő karakterek lehetnek:
| 1. vagy 5. | Moduláció tipusa                                                              |
| ---------- | ----------------------------------------------------------------------------- |
| A          | kétoldalsávos amplitudómodulált adás                                          |
| H          | egyoldalsávos amplitudómodulált adás, teljes vivővel                          |
| R          | egyoldalsávos amplitudómodulált adás, csökkentett vagy változó szintű vivővel |
| J          | egyoldalsávos amplitudómodulált adás, elnyomott vivővel                       |
| B          | független oldalsávos amplitudómodulált adás                                   |
| C          | csonka oldalsávos amplitudómodulált adás                                      |

Például az 540 kHz-es középhullámon működő Kossuth rádió adásmódját így jelölhetjük:A3E
Ha a sávszálességét is megadjuk:9K00A3E
A teljes, 9 karakteres jelölés pedig: 9K00A3EGN

## Demoduláció

### Koherens demodulátor

koherens demodulátor

Koherens a demodulátor, más néven szorzódemodulátor, ha a visszaállított vivőt felhasználva állítja elő a demodulált jelet. Elve a következő:
Mivel
{\displaystyle s_{AM}(t)=\left(U_{v}+s_{m}(t)\right)\cos(\omega _{v}t+\varphi _{v})},
a modulált jelet a vivővel megszorozva
{\displaystyle s_{AM}(t)\cos(\omega _{v}t+\varphi _{v})=\left(U_{v}+s_{m}(t)\right)\cos ^{2}(\omega _{v}t+\varphi _{v})=\left(U_{v}+s_{m}(t)\right){\frac {1+\cos(2\omega _{v}t+2\varphi _{v})}{2}}}
Ezt a kifejezést három részre bonthatjuk:
{\displaystyle s_{AM}(t)\cos(\omega _{v}t+\varphi _{v})={\frac {U_{v}}{2}}+{\frac {1}{2}}s_{m}(t)+{\frac {U_{v}+s_{m}(t)}{2}}\cos(2\omega _{v}t+2\varphi _{v})}
Ezek közül a DC és a vivőfrekvencia kétszerese környékén megjelenő komponenseket sávszűrővel elnyomva visszaállítható a moduláló jel.
A DC komponens elnyomásához két megjegyzés tartozik.
- Elnyomott vivős (SC - suppressed carrier) átvitel esetén nincs szükség a DC komponens elnyomására.
- Amennyiben a moduláló is tartalmazhat egyenkomponenst, a sávszűrő helyett aluláteesztő szűrő és szinteltolás alkalmazása ajánlatos.

#### A vivő visszaállítása
A fenti gondolatmenetben felhasználtuk, hogy a vivőt frekvenciájában és fázisában tökéletesen sikerült visszaállítani. Lássuk mi a helyzet, ha a vivőt egy
{\displaystyle \cos(\omega _{v}^{*}t+\varphi _{v}^{*})=\cos \left((\omega _{v}+\Delta \omega )t+(\varphi _{v}+\Delta \varphi )\right)}
jellel becsüljük.
Ekkor a modulált jelet a becsült vivővel szorozva
{\displaystyle s_{AM}(t)\cos \left((\omega _{v}+\Delta \omega )t+(\varphi _{v}+\Delta \varphi )\right)=\left(U_{v}+s_{m}(t)\right){\frac {\cos(\Delta \omega t+\Delta \varphi _{v})+\cos \left((2\omega _{v}+\Delta \omega )t+(2\varphi _{v}+\Delta \varphi )\right)}{2}}}
függvényt kapunk, amiből a szűrés és erősítés után
{\displaystyle s_{m}^{*}(t)=s_{m}(t)\cos(\Delta \omega t+\Delta \varphi _{v})}
adódik. Vagyis a pontatlan vivővisszaállítás két következménnyel jár:
- Ha pontatlan a vivőfrekvencia visszaállítása, {\displaystyle s_{m}(t)} erősítése koszinuszosan fog változni, tehát időnként teljesen el is tűnik a moduláló jel.
- Ha a fázis visszaállítása pontatlan, az erősítés csökken. Ez okozhatja azt is, hogy zavarjelet elnyomják a venni kívánt adást. Szélső esetben, ha {\displaystyle \Delta \varphi =\pm 90^{\circ }}, a venni kívánt jel teljesen eltűnik. Ezt a jelenséget azonban hasznosítani is lehet, erre alapul a kvadratúra amplitúdómoduláció.

A fentiekből kitűnik, hogy a vivő pontos visszaállítása alapvető feltétele a demodulációnak. Ezért az ilyen vevő bonyolultabb áramköri megoldást igényel, mint a csúcsegyenirányítós demodulátor, viszont alkalmas egyoldalsávos (AM-SSB) és 100%-nál nagyobb modulációs mélységű jel demodulálására is. A vivő visszaállítására általában fáziszárt hurkot alkalmaznak.

### Diódás demodulátor
Az egyenes rendszerű vevőkészülékekben általában diódás demodulátort alkalmaznak. Itt a vett jel transzponálás nélkül egyenirányításra kerül.
Az egyszeres transzponálást végző készülékek esetén a középfrekvenciás jelet demodulálják diódás demodulátorral. A többszörös transzponálást végző készülékekben az utolsó transzponálás utáni jelet demodulálják diódás demodulátorral.

## Digitális amplitúdómoduláció
Digitális jelek átvitelére is használatos az amplitúdómoduláció. Ebben az esetben az alapsávi jel amplitúdójában (és általában időben is) kvantált. A szintek számát és értékét az átviteli csatorna minősége, az elérhető adóteljesítmény és egyéb szempontok figyelembevételével választják ki.

### Bináris amplitúdómoduláció

#### On-Off Shift Keying (OOK)
Az On-Off Shift Keying a legegyszerűbb digitális modulációs eljárás. Egy szimbólum (elemi jel az alapsávi jelben) értéke 0 vagy A0 lehet, vagyis az egyik értéknél van adás, a másiknál nincs.

#### BPSK
A bináris fázisbillentyűzés (angolul Binary Phase Shift Keying, BPSK) felfogható mind fázismodulációnak (minden kódváltásnál 180°-ot ugrik a vivő fázisa), mind amplitúdómodulációnak, amelyben a moduláló jel értéke +1 és -1 lehet.
Előnye az OOK-val szemben, hogy ugyanakkora bithiba-arány adott jel-zaj viszony mellett kisebb adóteljesítmény mellett érhető el.

### Pulzus amplitúdómoduláció
Amennyiben az elemi szimbólum értéke több értéket is felvehet, pulzus amplitúdómodulációról (PAM) beszélünk. A jelszintek száma általában 2 hatványa, 4, esetleg 8. Ha n szintű szimbólumokat használ a moduláció, akkor a modulációt nPAM-nak, tehát például 4PAM-nak szokás rövidíteni.